# 廉江市
廉江市（れんこうし）は中華人民共和国広東省湛江市に位置する県級市。

## 歴史
622年（武徳5年）、唐により石城県が設置された。742年（天宝元年）に石城県は濂江県と改称された。972年（開宝5年）、北宋により濂江県は廃止された。1167年（乾道3年）、南宋により石城県が再設置された。
1912年（民国元年）、石城県は廉江県と改称された。
1993年に県級市に昇格し現在に至る。

## 行政区画
下部に3街道、18鎮を管轄する
- 街道
  - 羅州街道、城南街道、城北街道
- 鎮
  - 石城鎮、新民鎮、吉水鎮、河唇鎮、石角鎮、良垌鎮、横山鎮、安鋪鎮、営仔鎮、青平鎮、車板鎮、高橋鎮、石嶺鎮、雅塘鎮、石頚鎮、長山鎮、塘蓬鎮、和寮鎮